# Mikhaïl Tolstykh
Mikhaïl Sergueïevitch Tolstykh (en russe : Михаи́л Серге́евич Толсты́х ; en ukrainien : Михайло Сергійович Толстих, Mykhaïlo Serhiovytch Tolstykh), né le 19 juillet 1980 à Ilovaïsk et mort le 8 février 2017 à Donetsk, est un officier ukrainien et commandant du bataillon séparatiste pro-russe Somalie. Il est plus connu sous son nom de guerre Guivi (en russe Гиви, en ukrainien Ґіві).

## Biographie
Dans une interview à la Komsomolskaïa Pravda et dans d'autres médias russes, il affirme qu'il est né à Ilovaïsk et qu'il a servi au sein de l'armée ukrainienne de 1998 à 2000. Il déclare que son arrière-grand-père était géorgien abkhaze.
Il est le commandant du bataillon Somalie, organisation paramilitaire, formée de volontaires pro-russes, durant la guerre du Donbass,. Il participe à la bataille d'Ilovaïsk.
Le 8 février 2017, Mikhail Tolstykh est tué dans son bureau à Donetsk,. 
Deux versions circulent sur sa mort. Dans la première, il serait mort lors de l'explosion d'une bombe placée dans son bureau. Quant à la seconde, il aurait été tué à la suite d'un tir d'un lance roquettes RPO-A Shmel.
Selon le politologue Aleksandr Nikorov, « les patriotes ou les services secrets ukrainiens » auraient pu souhaiter sa disparition.